# ألان سكوت (لاعب دوري الرغبي)
ألان سكوت (بالإنجليزية: Alan Scott)‏ هو لاعب دوري الرغبي أسترالي، ولد في 5 يوليو 1939، وتوفي في 15 يوليو 2018.